# 日本ニアショア開発推進機構
日本ニアショア開発推進機構（にほんニアショアかいはつすいしんきこう、略称：ニアショア機構）は、「中国やインド等にて行われているシステム開発の外注（オフショア開発）に対して、日本の地方都市でのシステム開発（ニアショア開発）を推進する事を目的」として2013年（平成25年）に設立された一般社団法人である。
「ニアショア開発を推進することで、国内IT産業の変革と地方の活性化を実現」させるとし、「日本のシステム開発・運用のあり方を再定義する」ことを理念とする。「多重階層構造での受発注形態を、ニアショア開発活用によってより良い形に発展させ、適正な価格体系での受発注を推進する。」と謳う。